# Euschoutedenia granulosa
Euschoutedenia granulosa är en mångfotingart som beskrevs av Carl Graf Attems 1953. Euschoutedenia granulosa ingår i släktet Euschoutedenia och familjen fingerdubbelfotingar. Inga underarter finns listade i Catalogue of Life.